# Rhizogoniales
Rhizogoniales é uma ordem de musgos da classe Bryopsida. 

## Taxonomia
A ordem Rhizogoniales inclui as seguintes famílias:
- Aulacomniaceae
- Hypnodendraceae Broth.
- Rhizogoniaceae Broth.
- Calomniaceae Kindb.
- Mitteniaceae Broth.
- Cyrtopodaceae M. Fleisch.
- Spiridentaceae Kindb.
- Pterobryellaceae (Broth.) W.R. Buck & Vitt
- Racopilaceae Kindb.